# 王行约
王行约（?—?），邠州（今陕西彬县）人，唐朝末年軍事人物，担任同州匡国节度使。王行瑜的弟弟。
景福元年（892年）正月，同州节度使王行约和凤翔节度使李茂贞、静难节度使王行瑜、镇国军节度使韩建、秦州节度使李茂庄五人一同上奏，因为杨守亮藏匿杨复恭，请发兵讨伐杨守亮，并请加封李茂贞为山南西道招讨使。乾宁元年（894年）唐昭宗加匡国节度使王行约检校侍中。王珙与堂弟王珂争当河中节度使，王行瑜、韩建、李茂贞都上表请求任命王珙，但得任的却是王珂，这几个人都感到很耻辱。王行瑜派王行约攻打王珂，王珂向李克用请求救援。乾宁二年（895年）五月初八，王行瑜等人率军到达京师，请昭宗任命王珙为河中节度使，把王行约调往陕州，王珂调到同州。七月初一，李克用到达河中。王行约在朝邑战败，七月初三，王行约放弃同州逃走，七月初四，到达长安。王行约的弟弟王行实时任京师左军指挥使，他率军与王行约在长安西市大肆抢掠。李茂贞的养子右军指挥使李继鹏策划劫持唐昭宗前往凤翔。王行约见李继鹏要抢先劫走昭宗，便率领他的左军攻打李继鹏的右军，长安城内大为混乱，到处抢劫掠夺，昭宗到李筠的军营躲避，神策军护跸都头李居实率领人马随后也赶到。十月初七，王行约、王行实放火焚烧宁州然后逃跑。王行瑜弃城逃往庆阳，为其部下所杀。